# Tagliatelle

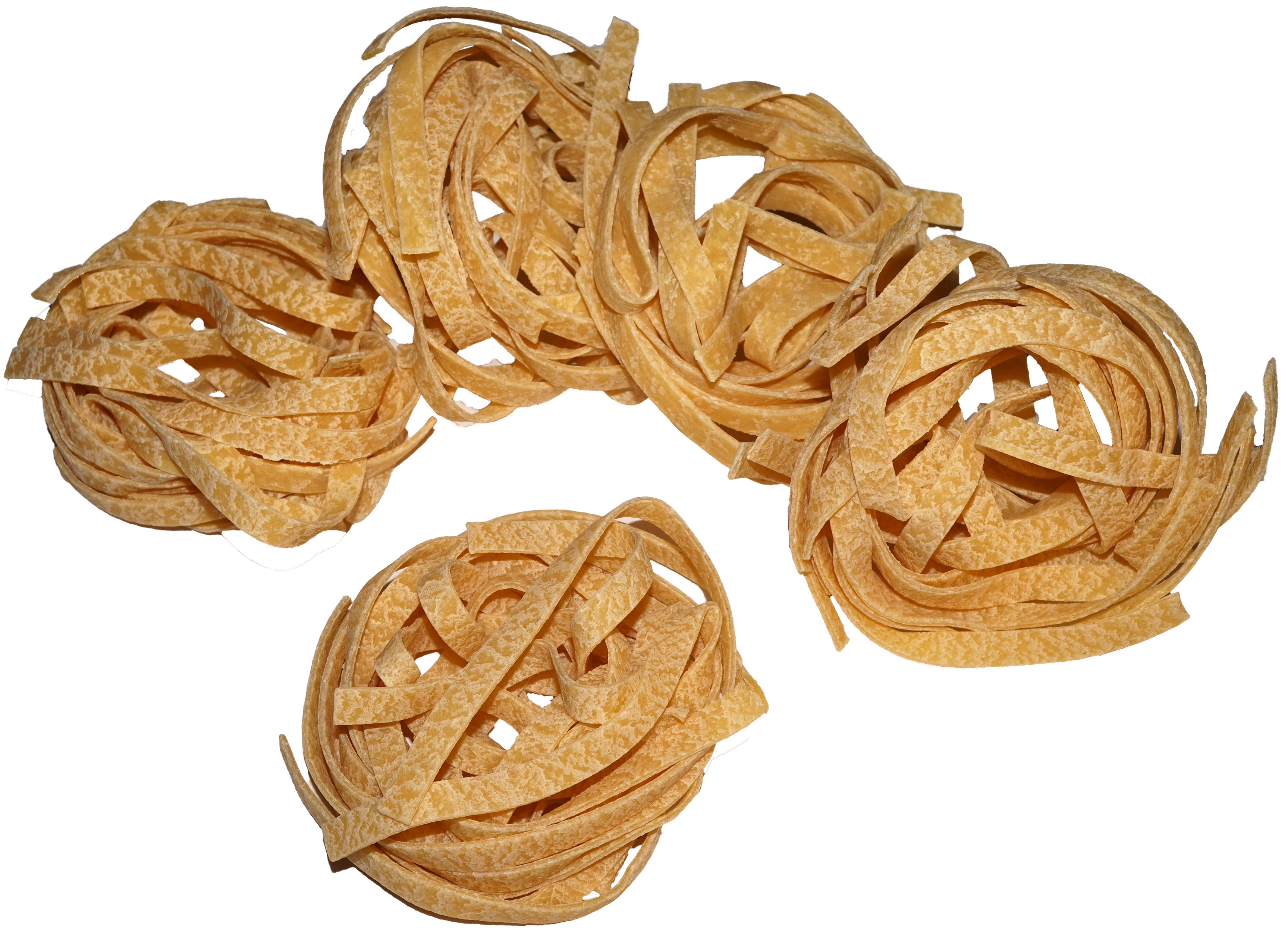
Tagliatelle

As tagliatelle (também conhecida como tagliatella e taiadela; do verbo italiano tagliare, "cortar") são o tipo mais comum das massas cortadas em tiras. 
Por vezes, são confundidas com as fettuccine, embora outras fontes considerem que as tagliatelle devem ter, no máximo, 0,75 cm de largura e os tagliatelline ou fettuccine não podem ultrapassar os 0,5 cm.
Estas pastas, tradicionalmente feitas à mão, têm como ingredientes a semolina ou farinha de trigo de grão duro e ovos, começando por uma massa estendida bem fina, chamada “sfoglia”. No entanto, existem ainda as pastas verdes, cuja massa pode ser preparada com espinafre (o mais comum), com urtiga, ou acelga.

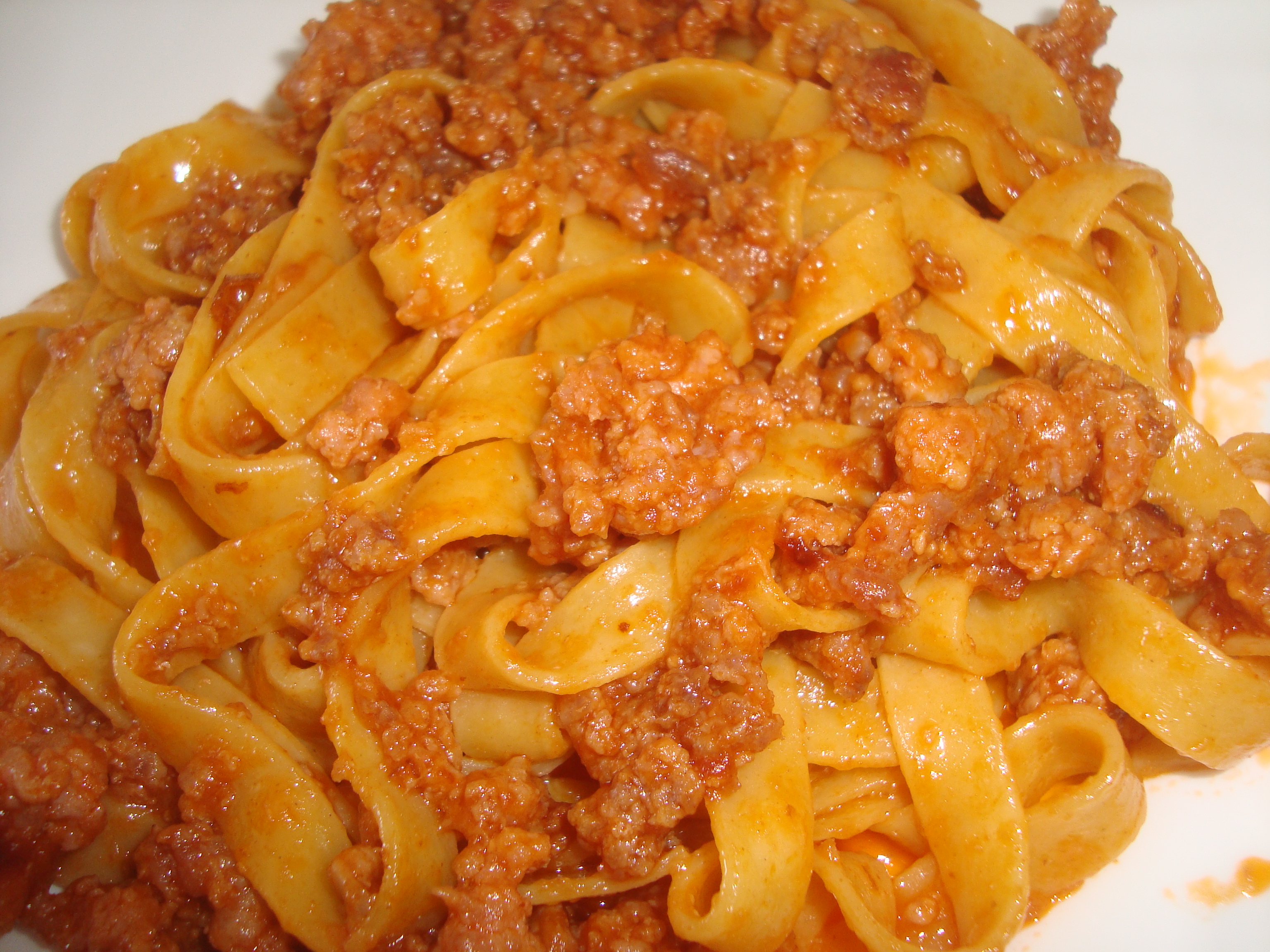
Tagliatelle

As tagliatelle são tradicionalmente acompanhados de molho à bolonhesa.